# Средно училище „Христо Ботев“ (Карнобат)
Средно училище „Христо Ботев“ е гимназия в град Карнобат, област Бургас. Създадено е през 1926 г. Патрон на училището е Христо Ботев. Разположено е на ул. „Христо Ботев“ № 9. Към 2023 г. директор на училището е Иван Стоянов.

## История
Училището е открито през есента на 1926 г. в махала Дренешка на град Карнобат. През 1981 г. е построена нова сграда с 4 етажа и 3 крила, 2 физкултурни салона и помещение за столова. През същата година то приема статус на единно средно политехническо училище.